# Kevin Sessa
Kevin Simone Sessa (Fellbach, 6 luglio 2000) è un calciatore tedesco, centrocampista dell'Hertha Berlino.

## Biografia
Nato a Fellbach da una coppia di immigrati argentini (di origini italiane) giunti in Germania verso la fine degli anni 1990, ha due fratelli: Nicolás e Domenico, anch'essi calciatori.

## Carriera
Cresciuto nel settore giovanile dell'Heidenheim, ha esordito in prima squadra il 16 marzo 2018 disputando l'incontro di 2. Fußball-Bundesliga perso 2-1 contro l'Holstein Kiel.

## Statistiche

### Presenze e reti nei club
Statistiche aggiornate al 20 marzo 2022.
| Stagione        | Squadra         | Campionato      | Campionato | Campionato | Coppe nazionali | Coppe nazionali | Coppe nazionali | Coppe continentali | Coppe continentali | Coppe continentali | Altre coppe | Altre coppe | Altre coppe | Totale | Totale |
| Stagione        | Squadra         | Comp            | Pres       | Reti       | Comp            | Pres            | Reti            | Comp               | Pres               | Reti               | Comp        | Pres        | Reti        | Pres   | Reti   |
| --------------- | --------------- | --------------- | ---------- | ---------- | --------------- | --------------- | --------------- | ------------------ | ------------------ | ------------------ | ----------- | ----------- | ----------- | ------ | ------ |
| mar. 2018       | Heidenheim      | 2L              | 2          | 0          | CG              | -               | -               |                    | -                  | -                  |             | -           | -           | 2      | 0      |
| 2018-2019       | Heidenheim      | 2L              | 2          | 0          | CG              | 0               | 0               |                    | -                  | -                  |             | -           | -           | 2      | 0      |
| 2019-2020       | Heidenheim      | 2L              | 2          | 0          | CG              | 1               | 0               |                    | -                  | -                  |             | -           | -           | 3      | 0      |
| 2020-2021       | Heidenheim      | 2L              | 30         | 2          | CG              | 0               | 0               |                    | -                  | -                  |             | -           | -           | 30     | 2      |
| 2021-2022       | Heidenheim      | 2L              | 14         | 0          | CG              | 0               | 0               |                    | -                  | -                  |             | -           | -           | 14     | 0      |
| Totale carriera | Totale carriera | Totale carriera | 50         | 2          |                 | 1               | 0               |                    | -                  | -                  |             | -           | -           | 51     | 2      |

## Palmarès

### Club

#### Competizioni nazionali
- Campionato tedesco di seconda divisione: 1

Heidenheim: 2022-2023